# Pont Perrault
Le pont Perrault est un pont couvert qui franchit la rivière Chaudière au niveau de Notre-Dame-des-Pins au Québec (Canada). Il a été classé immeuble patrimonial en 2004 par le ministère de la Culture et des Communications.

## Histoire
Le pont Perrault est le seul pont couvert qui relie les berges de la rivière Chaudière et un des plus longs, avec ses 150 mètres. Après des négociations avec le ministère de la Colonisation, un pont est construit et ouvert en 1927. La population locale, inquiète de piliers en bois trop bas, selon elle, pour résister à la crue, obtient l'engagement du gouvernement de reconstruire le pont s'il est emporté par les eaux. C'est ce qui se produit le 8 avril 1928 quand le pont est détruit par les glaces de la débâcle. Fidèle à sa promesse, le gouvernement entreprend la reconstruction du pont qui sera ouvert en 1929. Le pont est nommé le pont Perrault, alors ministre de la Colonisation. 
Utilisé jusqu'en 1969, le pont est à ce moment jugé peu sécuritaire pour la circulation automobile. Un pont de béton est alors construit à côté du vieux pont de bois. Promis à la démolition, il est sauvé par la mobilisation des Beaucerons. 
Bien qu'il ait porté le titre du long pont couvert du Québec, il se classe derrière le pont Félix-Gabriel-Marchand à Mansfield-Pontefract.

## Toponymie
Son nom rappelle le souvenir de Joseph-Édouard Perrault (1874-1948) qui a été député dans la circonscription de d'Arthasbaska de 1916 à 1936 et ministre de la Colonisation, des Mines et des Pêcheries. C'est d'ailleurs grâce à l'implication du ministre que le pont couvert avait été construit à l'époque.

## Notes et références

Image panoramique du pont Perrault